# Tailored Access Operations
A Tailored Access Operations (TAO), (magyarul körülbelül „Testre szabott hozzáférési műveletek”) az Amerikai Egyesült Államok Nemzetbiztonsági Ügynökségének (NSA) egyik tevékenységi területe és szervezeti egysége.

## Tevékenysége
A TAO a cyber-warfare, azaz a számítógépes hadviselés egyik információgyűjtő egysége az NSA-n belül. Feladata a külföldi szervezetek által működtetett számítógépes hálózatok azonosítása, megfigyelése, az azokba való behatolás és azokból információszerzés. A TAO szakemberei az adott hálózat védelmi rendszerét, testre szabott, az adott feladatra koncentráló módszerrel törik fel, és készek a legnehezebb feladatok megoldására is. Sean Gallagher, az ArsTechnica nevű szakmai honlap munkatársa szerint a TAO főleg az XKeyscore nevű elemző szoftvert használja, aminek a létezése is szigorúan titkos volt az Edward Snowden által 2013 nyarán tett leleplezésekig. Az NSA ezt a tevékenységet saját zsargonjában a számítógépes hálózatok kiaknázásának – "computer network exploitation" (CNE) – nevezi. Ez a tevékenység 1997-ben kezdődött. A fiatal hackereket az NSA-főnök Keith Alexander kockás ingbe és farmerbe öltözve győzködte arról „hacker-konferenciákon”, hogy dolgozzanak a kormánynak.
Elemzők szerint a TAO ma a legnagyobb és talán legfontosabb egység az NSA SIGINT igazgatóságán belül. Több mint 1000 katonai és polgári hackert, információ-elemzőt, és más számítógépes szakembereket foglalkoztat. A TAO 2005-re 89 országban 258 célpontot tört fel. 2013-ig valószínűleg összesen 85 ezer számítógépet fertőzött meg, közöttük demokratikusan megválasztott kormányok számítógépes rendszereit is. A célpontok e-mail-fiókján keresztül hatolnak be a rendszerekbe és onnan folyamatosan adatokat gyűjtenek.
A TAO képes az internethez nem csatlakozó rendszerek feltörésére is, de ehhez hagyományosabb kém-módszerekre - fizikai behatolásra, az adott országokba történő beutazásokra – is szükség van. Egyik alegységük, az ANT (a rövidítés feloldása ismeretlen) segédeszközöket „gyárt”, többek között „kulcsokat” a legnagyobb gyártók (Dell, Huawei, Cisco) rendszereihez és a népszerű tűzfalakhoz is. A Spiegel információi szerint a TAO betört az egyik tenger alatti optikai internetkábelt üzemeltető számítógépes rendszerbe is.
A Bloomberg BusinessWeek cikke szerint, az NSA hackerei mintegy 2,1 millió gigabyte (azaz 2,1 petabyte) adatot gyűjtenek be idegen forrásokból óránként. Ennek nagy részét természetesen automatikusan dolgozzák fel. Egy kiszivárogtatott dokumentum szerint a TAO elsősorban hálózatokba tör be.

## Elhelyezkedése
A TAO központjának elnevezése Remote Operations Center (ROC) (Távoli műveletek központja) és Fort Meade-ben található, Maryland államban. További egységei működnek Hawaii-on (Wahiawa, Oahu), Georgiában (Fort Gordon, Georgia), Texasban (Medina Annex, San Antonio, Texas), és Denverben (Buckley Air Force Base).

## Fordítás
- Ez a szócikk részben vagy egészben a Tailored Access Operations című angol Wikipédia-szócikk ezen változatának fordításán alapul.  Az eredeti cikk szerkesztőit annak laptörténete sorolja fel. Ez a jelzés csupán a megfogalmazás eredetét és a szerzői jogokat jelzi, nem szolgál a cikkben szereplő információk forrásmegjelöléseként.
- Ez a szócikk részben vagy egészben a Office of Tailored Access Operations című angol Wikipédia-szócikk ezen változatának fordításán alapul.  Az eredeti cikk szerkesztőit annak laptörténete sorolja fel. Ez a jelzés csupán a megfogalmazás eredetét és a szerzői jogokat jelzi, nem szolgál a cikkben szereplő információk forrásmegjelöléseként.